# Kanton Malmedy

Die drei Ostkantone: Die zur Deutschsprachigen Gemeinschaft (hier gelb eingezeichnet) zählenden Kantone Eupen (Norden) und Sankt Vith (Süden) sowie dazwischen der Kanton Malmedy, bestehend aus den Gemeinden Malmedy und Weismes (frz. Waimes)

Der Kanton Malmedy besteht aus den zwei belgischen Gemeinden Malmedy und Weismes. Amtlich wird der Begriff Kanton einerseits für den Wahlkanton Malmedy verwendet, andererseits aber auch für den größeren Gerichtskanton Malmedy-Spa-Stavelot. Umgangssprachlich bezeichnet der Kanton jedoch nur die Region der Gemeinden Malmedy und Weismes.
Der Kanton Malmedy gehört mit den beiden die Deutschsprachige Gemeinschaft ausmachenden Kantonen Eupen und St. Vith zu den drei historischen Ostkantonen und gehört zugleich der Französischen Gemeinschaft Belgiens an. Der Kanton Malmedy ist Teil des Wahlkreises Verviers in der Provinz Lüttich, die als ganze zu Wallonien gehört.
1815 bis 1920 gehörte Malmedy zur Preußischen Rheinprovinz und war Sitz der Kreisverwaltung Landkreis Malmedy.

## Sprache
Der Kanton gehört zum französischen Sprachgebiet, zum Schutz der deutschsprachigen Minderheit wurden jedoch beide Gemeinden als Fazilitäten-Gemeinden (oder „Gemeinden mit Spracherleichterungen“) festgesetzt. Dies bedeutet, dass gewisse Einrichtungen und öffentliche Dienste der betreffenden Gemeinden nicht nur auf Französisch, sondern zusätzlich auf Deutsch angeboten werden müssen.

## Bilder

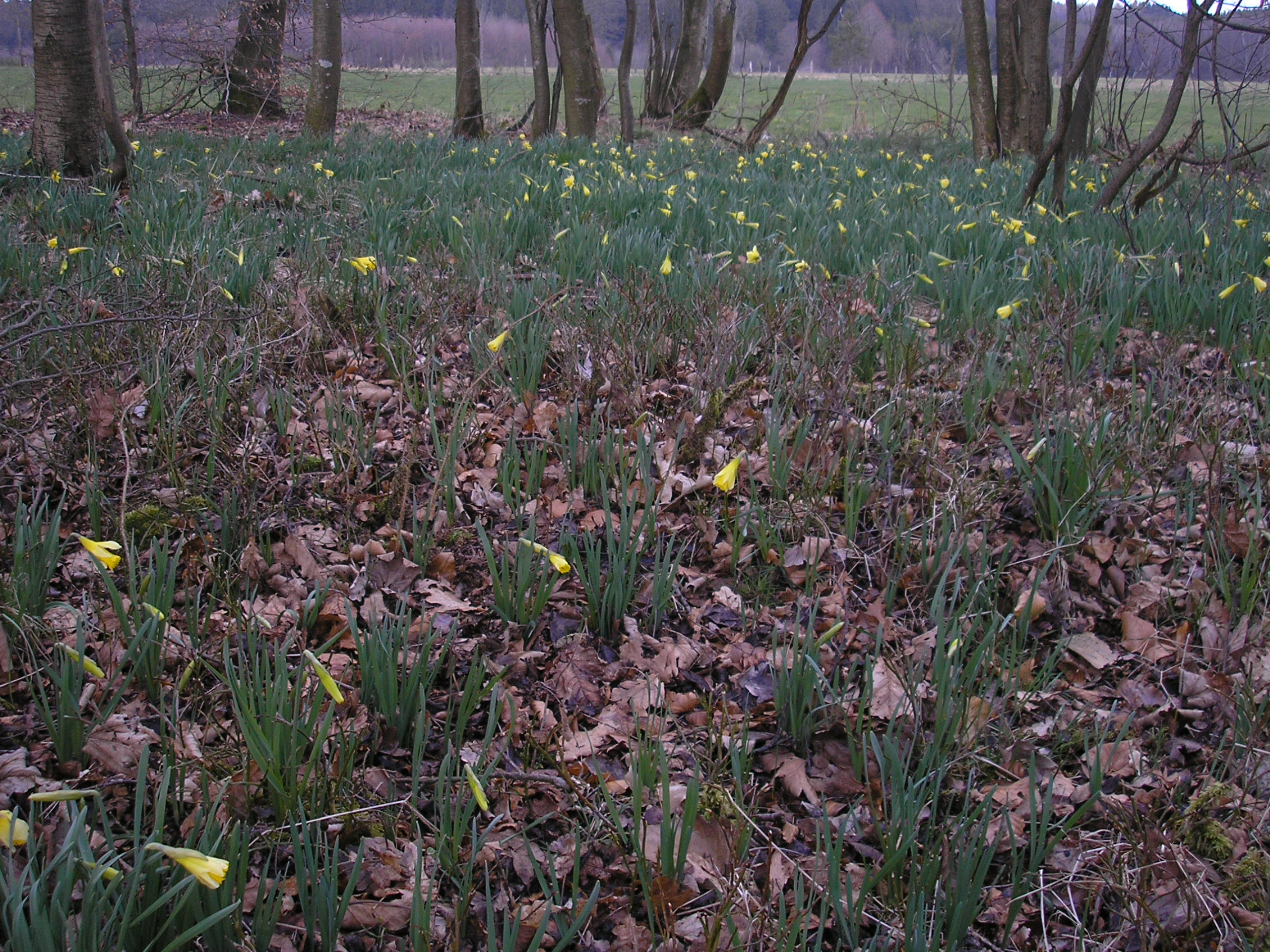
Frühling an der Kantonsgrenze
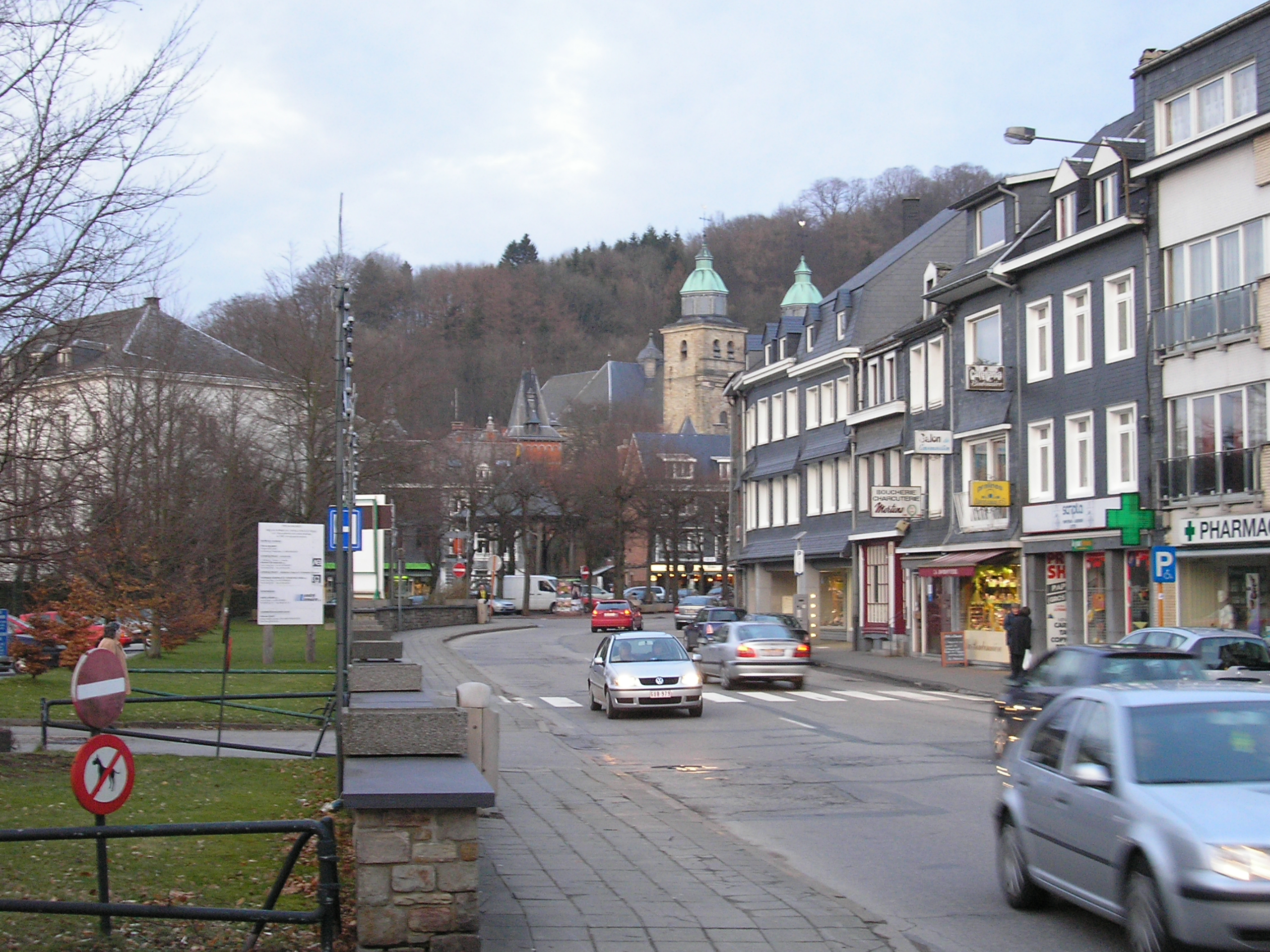
Malmedy mit Kathedrale
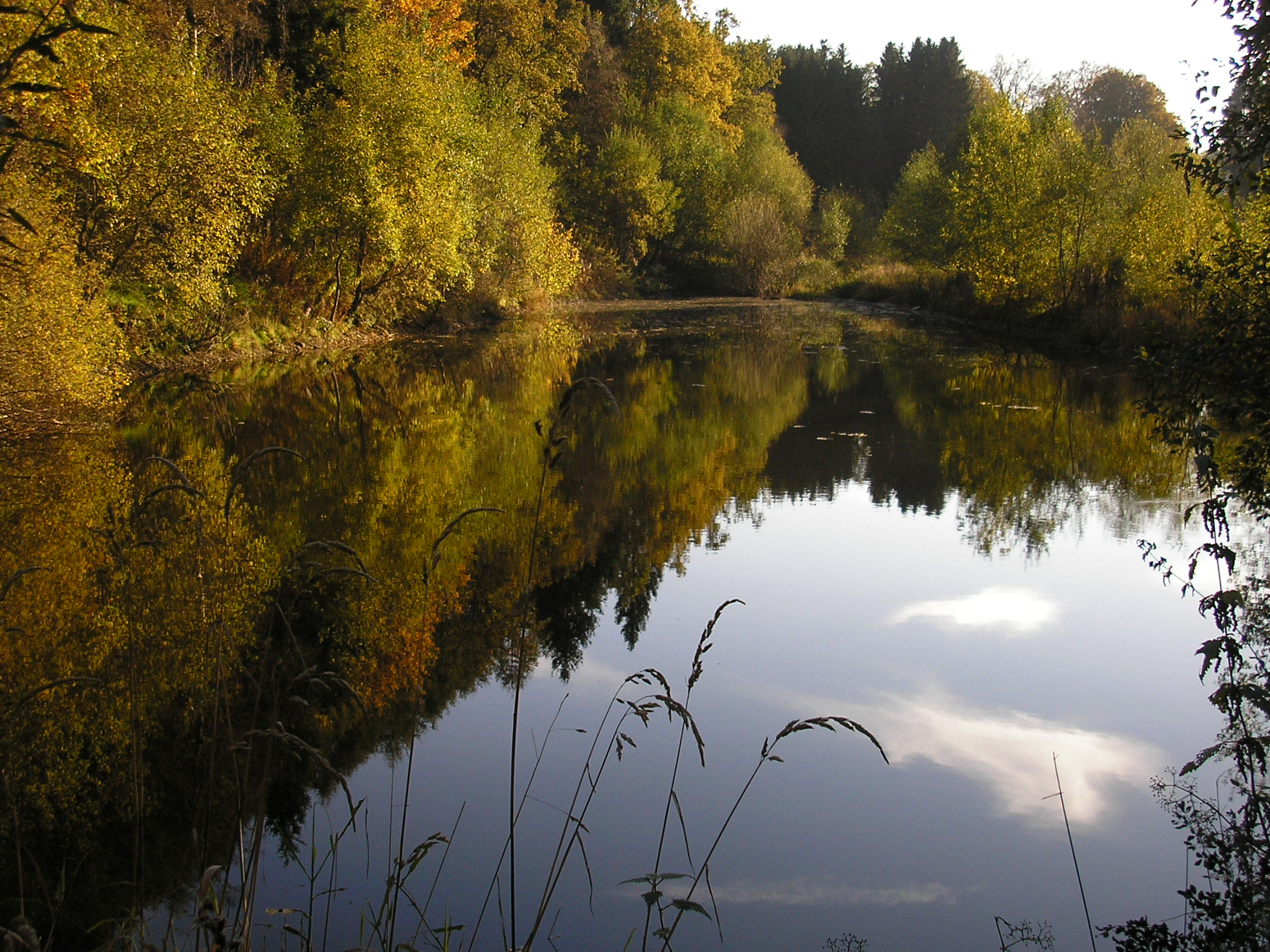
Herbst im Poncetal bei Weismes-Walk

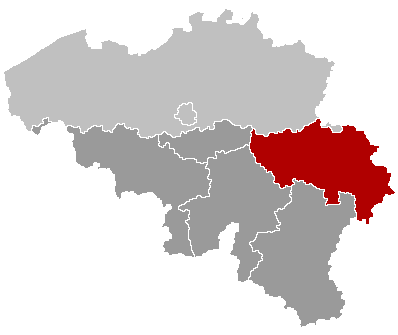
Provinz Lüttich
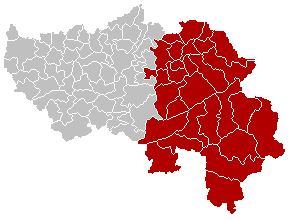
Bezirk Verviers
Stadt Malmedy
Gemeinde Weismes